# Rally Challenge 2000
Rally Challenge 2000 (Rally '99 en Japón) es un videojuego de carreras desarrollado por Genki y publicado por SouthPeak Games para Nintendo 64. Fue lanzado el 6 de agosto de 1999 en Japón y el 30 de junio de 2000 en los Estados Unidos.

## Jugabilidad
Rally Challenge 2000 es un juego de carreras que presenta 9 circuitos en diferentes países alrededor del mundo, autos con licencia que incluyen Subaru Impreza, Mitsubishi Lancer Evolution, Toyota Corolla, etc. y cada auto tiene sus propias fortalezas y debilidades, daños en el auto, varias condiciones climáticas y 4 modos.
- Arcade: simplemente se debe seleccionar una de las 3 configuraciones de dificultad, uno de los autos disponibles y competir con los otros 8 jugadores de CPU por el primer lugar. Cada nivel de dificultad tiene 3 carreras y el lugar que logras llegar al final de cada carrera se transfiere a la siguiente. Los daños al automóvil no se aplican en este modo.
- Campeonato: se compite en un total de 9 rondas con 3 vueltas por ronda. En cada ronda obtienes puntos según la posición en la que terminaste y al final estos puntos se acumulan para decidir tu clasificación final. En este modo, puede ver el daño infligido al automóvil, no en el automóvil en sí, sino en un ícono en la parte izquierda de la pantalla. Los efectos del daño incluyen menor velocidad máxima, aceleración más lenta y mala dirección. También es posible personalizar ciertas opciones como neumáticos, dirección, etc., para obtener el mejor rendimiento posible según las condiciones meteorológicas de cada recorrido.
- Práctica: modo en el que puedes aprender los controles y familiarizarte con los distintos cursos del juego.
- Vs Race: permite que hasta 4 jugadores jueguen simultáneamente en cualquiera de los cursos del juego.

## Cursos
Los jugadores pueden competir en nueve pistas:
- Fácil – Australia, España, Gran Bretaña
- Medio – Italia, Brasil, Francia
- Experto – Alemania, Canadá, Estados Unidos

## Coches
Los jugadores pueden conducir estos nueve coches:
- Mitsubishi Lancer Evolution IV (Japón)
- Subaru Impreza WRC (Japón)
- Toyota Corolla WRC (Japón)
- Nissan Almera Kit Car (Japón)
- SEAT Córdoba WRC (España)
- Škoda Octavia (República Checa)
- Volkswagen Golf GTI (Alemania)
- Proton Wira (Malasia)
- Hyundai Coupe Evo II (Corea del Sur)